# Leida Tigane

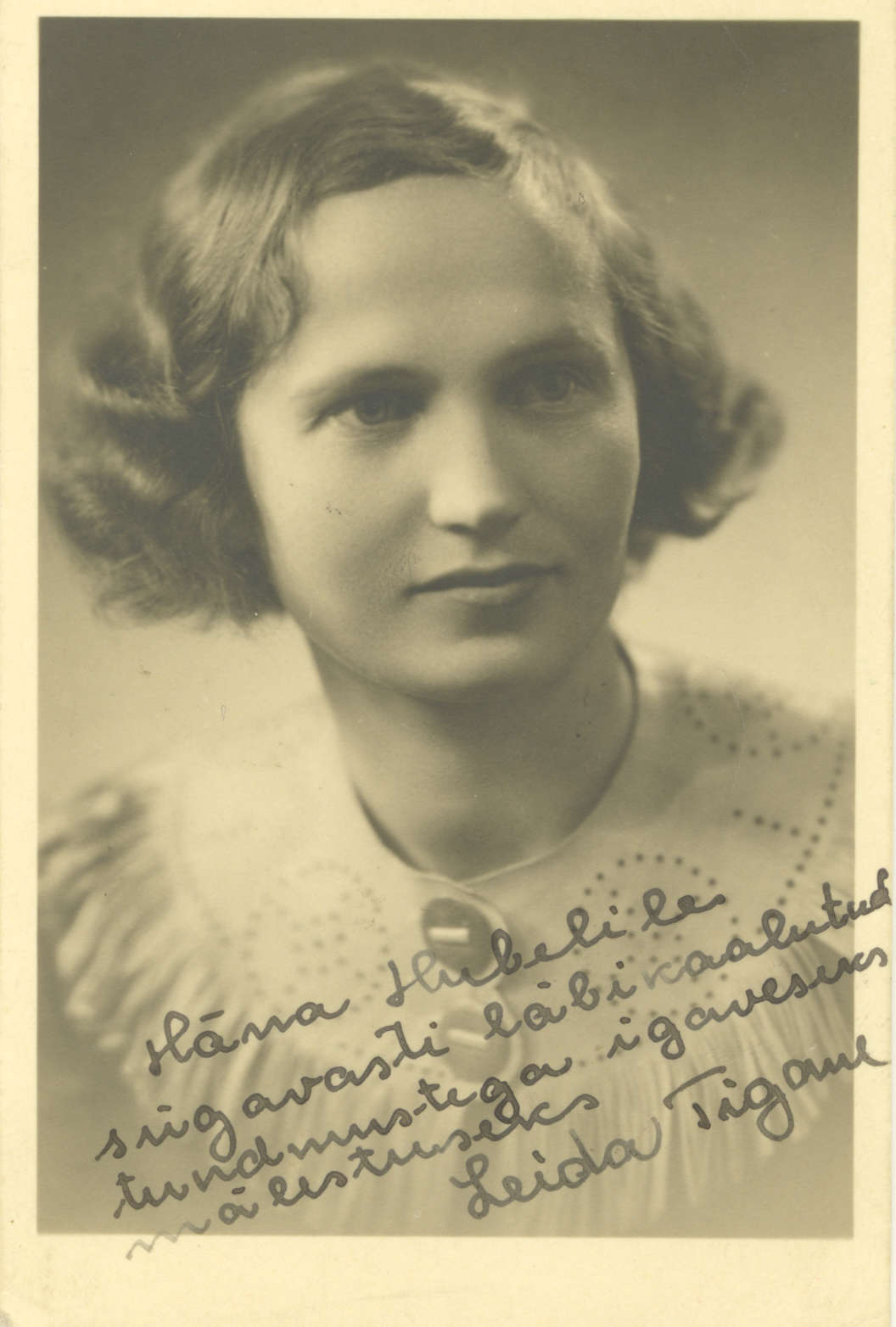
Leida Tigane etwa 1930

Leida Tigane (* 8. Maijul. / 21. Mai 1908greg. in Tartu; † 13. Februar 1983 in Tallinn) war eine estnische Schriftstellerin.

## Leben
Leida Tigane kam als Handwerkerstochter in Tartu zur Welt und ging dort auch zur Schule. Nach ihrem Abitur (1927) arbeitete sie bis 1936 in einer Druckerei. Anschließend redigierte sie die Kinderzeitschrift Päike ('Sonne') von 1937 bis 1938. Danach war sie im Verlagswesen tätig. Nach dem Krieg arbeitete sie kurzzeitig bei der Zeitung Postimees. Von 1946 bis 1965 war sie stellvertretende Chefredakteurin bei der kulturellen Wochenzeitung Sirp ja Vasar ('Hammer und Sichel') in Tallinn.
Tigane war seit 1945 Mitglied des Estnischen Schriftstellerverbandes und ist auf dem Tallinner Waldfriedhof begraben. Die Schriftstellerin Aino Tigane war ihre jüngere Schwester.

## Literarisches Werk
Leida Tigane veröffentlichte 1928 ihre ersten Kindergeschichten und konnte durch Vermittlung von Mait Metsanurk 1935 ihren ersten Roman veröffentlichen. Insgesamt hat sie in den 1930er-Jahren vier Romane veröffentlicht, die als verhältnismäßig „leichte Lektüre die Gegenwart parodierten“. Auch von der zeitgenössischen Kritik wurden ihre Romane bisweilen der „Unterhaltungsliteratur“ zugeordnet.
Größere Bekanntheit hat die Autorin mit ihrer Kinderliteratur erlangt. Neben ihren Büchern hat sie zahlreiche Geschichten in Zeitschriften publiziert. Ihre Erzählungen sind oft humorvoll und lehrreich, ohne belehrend zu wirken. Außerdem hat Leida Tigane auch Schauspiele für Kinder verfasst.

## Bibliografie

### Romane
- Palun seda härrat… ('Bitte diesen Herrn…') Tartu: Noor-Eesti 1935.
- Marga müüb mehi. ('Marga verkauft Männer'.) Tallinn: Kuldkiri 1937.
- Seitse pastlapaari. ('Sieben Paare Bastschuhe'.) Tartu, Tallinn: Loodus 1938.
- Sõber mereröövel. ('Freund Seeräuber'.) Tallinn: Tallinna Eesti Kirjastus-Ühisus1939.

### Kinderbücher
- Lugu kahes laisast varesest. ('Die Geschichte von den zwei faulen Krähen'.) Tartu: Loodus 1936.
- Metsatalu vahvad loomad. ('Die tollen Tiere vom Waldhof'.) Tartu, Tallinn: Loodus 1938.
- Hunt ja kutsikas. ('Der Wolf und das Hündchen'.) Tallinn: Eesti kirjastus 1943.
- Vanaema maja. ('Großmutters Haus'.) Tallinn: Ilukirjandus ja Kunst 1946.
- Kelleks ma tahan saada. ('Was ich werden will'.) Tallinn: Ilukirjandus ja Kunst 1948.
- Mina oskan paremini. ('Ich kann es besser'.) Tallinn: Eesti Riiklik Kirjastus 1952.
- Jutte lastele. ('Erzählungen für Kinder'.) Tallinn: Eesti Riiklik Kirjastus 1955.
- Peremees ja sulane. ('Herr und Knecht'.) Tallinn: Eesti Riiklik Kirjastus 1958.

## Sekundärliteratur
- Valeeria Villandi: Paar sõna tuntust ja ammu ununenust. In: Keel ja Kirjandus 5/1968, S. 299–300.
- Leida Tigane: Juubelivestlus iseendast. In: Looming 5/1968, S. 693–702.